# Liste der Nummer-eins-Hits in Mexiko (2016)
Diese Liste der Nummer-eins-Hits basiert auf den offiziellen mexikanischen Albumcharts im Jahr 2015, die durch AMPROFON, die nationale Landesgruppe der IFPI, ermittelt werden.

## Singles
| ← 2015 ← | Liste der Nummer-eins-Hits in Mexiko | Liste der Nummer-eins-Hits in Mexiko | Liste der Nummer-eins-Hits in Mexiko | 2017 →                    |
| \| Zeitraum \| Wo. ges. \| Interpret \| Titel Autor(en) \| Zusätzliche Informationen \| \| (Zeitraum, Wochen auf Platz eins, Interpret, Titel, Autor[en], zusätzliche Informationen) \| \| \| \| \| \| ----------------------------------------------------------------------------------------- \| -------- \| ----------------------------- \| ------------------------------------------------------------------------------------------------------------------------------------------- \| ------------------------- \| \| 11. Dezember 2015 – 28. Januar 2016 7 Wochen (insgesamt 13) \| 13 \| Justin Bieber \| Sorry Justin Bieber, Sonny Moore, Justin Tranter, Julia Michaels, Michael Tucker \| – \| \| 29. Januar 2016 – 25. Februar 2016 4 Wochen \| 4 \| Justin Bieber \| Love Yourself Benjamin Levin, Justin Bieber, Ed Sheeran \| – \| \| 26. Februar 2016 – 21. April 2016 8 Wochen \| 8 \| Rihanna feat. Drake \| Work Rupert Thomas, Monte Moir, Aubrey Graham, Matthew Samuels, Robyn Fenty, Allen Ritter, Rich Stephenson, Jahron Braithwaite \| – \| \| 22. April 2016 – 28. April 2016 1 Woche \| 1 \| DJ Snake \| Middle William Grigahcine, Aaron Kleinstub, Adio Joshua Marchant \| – \| \| 29. April 2016 – 25. August 2016 17 Wochen \| 17 \| Drake feat. WizKid & Kyla \| One Dance Aubrey Graham, Paul Jefferies, Noah Shebib, Ayodeji Balogun, Errol Reid, Kyla Reid \| – \| \| 16. September 2016 – 13. Oktober 2016 4 Wochen \| 4 \| The Chainsmokers feat. Halsey \| Closer Andrew Taggart, Alex Pall, Shaun Frank, Frederic Kennett, Ashley Frangipane \| – \| \| 28. Oktober 2016 – 17. November 2016 3 Wochen \| 3 \| Ricky Martin \| Vente pa’ ca \| – \| \| 18. November 2016 – 8. Dezember 2016 3 Wochen (insgesamt 4) \| 4 \| CNCO \| Reggaetón lento (Bailemos) \| – \| \| 9. Dezember 2016 – 22. Dezember 2016 2 Wochen (insgesamt 5) \| 5 \| Shakira feat. Maluma \| Chantaje Shakira Ripoll, Juan Luis Londoño Arias, Joel Antonio López Castro, Kevin Mauricio Jiménez Londoño, Bryan Snaider Lezcano Chaverra \| – \| \| 23. Dezember 2016 – 29. Dezember 2016 1 Woche (insgesamt 4) \| 4 \| CNCO \| Reggaetón lento (Bailemos) \| – \| \| 30. Dezember 2016 – 19. Januar 2017 3 Wochen (insgesamt 5) \| 5 \| Shakira feat. Maluma \| Chantaje Shakira Ripoll, Juan Luis Londoño Arias, Joel Antonio López Castro, Kevin Mauricio Jiménez Londoño, Bryan Snaider Lezcano Chaverra \| – \| |                                      |                                      | |                           |
| ← 2015 |                                      |                                      | | → 2017 →                  |
| Zeitraum | Wo. ges.                             | Interpret                            | Titel Autor(en) | Zusätzliche Informationen |
| (Zeitraum, Wochen auf Platz eins, Interpret, Titel, Autor[en], zusätzliche Informationen) |                                      |                                      | |                           |
| 11. Dezember 2015 – 28. Januar 2016 7 Wochen (insgesamt 13) | 13                                   | Justin Bieber                        | Sorry Justin Bieber, Sonny Moore, Justin Tranter, Julia Michaels, Michael Tucker                                                            | –                         |
| 29. Januar 2016 – 25. Februar 2016 4 Wochen | 4                                    | Justin Bieber                        | Love Yourself Benjamin Levin, Justin Bieber, Ed Sheeran                                                                                     | –                         |
| 26. Februar 2016 – 21. April 2016 8 Wochen | 8                                    | Rihanna feat. Drake                  | Work Rupert Thomas, Monte Moir, Aubrey Graham, Matthew Samuels, Robyn Fenty, Allen Ritter, Rich Stephenson, Jahron Braithwaite              | –                         |
| 22. April 2016 – 28. April 2016 1 Woche | 1                                    | DJ Snake                             | Middle William Grigahcine, Aaron Kleinstub, Adio Joshua Marchant                                                                            | –                         |
| 29. April 2016 – 25. August 2016 17 Wochen | 17                                   | Drake feat. WizKid & Kyla            | One Dance Aubrey Graham, Paul Jefferies, Noah Shebib, Ayodeji Balogun, Errol Reid, Kyla Reid                                                | –                         |
| 16. September 2016 – 13. Oktober 2016 4 Wochen | 4                                    | The Chainsmokers feat. Halsey        | Closer Andrew Taggart, Alex Pall, Shaun Frank, Frederic Kennett, Ashley Frangipane                                                          | –                         |
| 28. Oktober 2016 – 17. November 2016 3 Wochen | 3                                    | Ricky Martin                         | Vente pa’ ca | –                         |
| 18. November 2016 – 8. Dezember 2016 3 Wochen (insgesamt 4) | 4                                    | CNCO                                 | Reggaetón lento (Bailemos) | –                         |
| 9. Dezember 2016 – 22. Dezember 2016 2 Wochen (insgesamt 5) | 5                                    | Shakira feat. Maluma                 | Chantaje Shakira Ripoll, Juan Luis Londoño Arias, Joel Antonio López Castro, Kevin Mauricio Jiménez Londoño, Bryan Snaider Lezcano Chaverra | –                         |
| 23. Dezember 2016 – 29. Dezember 2016 1 Woche (insgesamt 4) | 4                                    | CNCO                                 | Reggaetón lento (Bailemos) | –                         |
| 30. Dezember 2016 – 19. Januar 2017 3 Wochen (insgesamt 5) | 5                                    | Shakira feat. Maluma                 | Chantaje Shakira Ripoll, Juan Luis Londoño Arias, Joel Antonio López Castro, Kevin Mauricio Jiménez Londoño, Bryan Snaider Lezcano Chaverra | –                         |

## Alben
| ← 2015 ← | Liste der Nummer-eins-Hits in Mexiko | Liste der Nummer-eins-Hits in Mexiko | Liste der Nummer-eins-Hits in Mexiko       | 2017 → |
| \| Zeitraum \| Wo. ges. \| Interpret \| Titel \| Zusätzliche Informationen \| \| (Zeitraum, Wochen auf Platz eins, Interpret, Titel, zusätzliche Informationen) \| \| \| \| \| \| ------------------------------------------------------------------------------ \| -------- \| ------------------- \| ------------------------------------------ \| ------------------------------------------------------------------------------------------------------------------------------ \| \| 18. Dezember 2015 – 28. Januar 2016 6 Wochen (insgesamt 7) \| 7 \| Juan Gabriel \| Los dúo 2 \| – \| \| 29. Januar 2016 – 4. Februar 2016 1 Woche (insgesamt 6) \| 6 \| José María Napoleón \| Vive \| – \| \| 5. Februar 2016 – 11. Februar 2016 1 Woche \| 1 \| Carlos Rivera \| Yo creo \| – \| \| 12. Februar 2016 – 17. März 2016 5 Wochen (insgesamt 6) \| 6 \| José María Napoleón \| Vive \| – \| \| 18. März 2016 – 24. März 2016 1 Woche (insgesamt 4) \| 4 \| CD9 \| Evolution \| – \| \| 25. März 2016 – 31. März 2016 1 Woche \| 1 \| Zayn \| Mind of Mine \| – \| \| 1. April 2016 – 21. April 2016 3 Wochen (insgesamt 10) \| 10 \| La Sonora Santanera \| La Sonora Santanera en su 60 aniversario \| – \| \| 22. April 2016 – 28. April 2016 1 Woche (insgesamt 4) \| 4 \| CD9 \| Evolution \| – \| \| 29. April 2016 – 19. Mai 2016 3 Wochen (insgesamt 10) \| 10 \| La Sonora Santanera \| La Sonora Santanera en su 60 aniversario \| – \| \| 20. Mai 2016 – 26. Mai 2016 1 Woche \| 1 \| Ariana Grande \| Dangerous Woman \| – \| \| 27. Mai 2016 – 9. Juni 2016 2 Wochen (insgesamt 10) \| 10 \| La Sonora Santanera \| La Sonora Santanera en su 60 aniversario \| – \| \| 10. Juni 2016 – 16. Juni 2016 1 Woche \| 1 \| Gloria Trevi \| Inmortal \| – \| \| 17. Juni 2016 – 23. Juni 2016 1 Woche (insgesamt 10) \| 10 \| La Sonora Santanera \| La Sonora Santanera en su 60 aniversario \| – \| \| 24. Juni 2016 – 30. Juni 2016 1 Woche (insgesamt 4) \| 4 \| Mario Bautista \| Aquí estoy \| – \| \| 1. Juli 2016 – 6. Juli 2016 1 Woche \| 1 \| J Balvin \| Energía \| – \| \| 8. Juli 2016 – 14. Juli 2016 1 Woche (insgesamt 4) \| 4 \| Mario Bautista \| Aquí estoy \| – \| \| 15. Juli 2016 – 21. Juli 2016 1 Woche (insgesamt 4) \| 4 \| CD9 \| Evolution \| – \| \| 22. Juli 2016 – 28. Juli 2016 1 Woche (insgesamt 10) \| 10 \| La Sonora Santanera \| La Sonora Santanera en su 60 aniversario \| – \| \| 29. Juli 2016 – 11. August 2016 2 Wochen (insgesamt 4) \| 4 \| Mario Bautista \| Aquí estoy \| – \| \| 12. August 2016 – 18. August 2016 1 Woche \| 1 \| Juan Gabriel \| Vestido de etiqueta por Eduardo Magallanes \| Dieses Doppelalbum war die letzte Veröffentlichung von Juan Gabriel, er starb 16 Tage nach der Veröffentlichung am 28. August. \| \| 26. August 2016 – 8. September 2016 2 Wochen \| 2 \| Juan Gabriel \| Vestido de etiqueta por Eduardo Magallanes \| – \| \| 9. September 2016 – 22. September 2016 2 Wochen \| 2 \| Vicente Fernández \| Un Azteca en el Azteca \| – \| \| 30. September 2016 – 20. Oktober 2016 3 Wochen (insgesamt 4) \| 4 \| Los Ángeles Azules \| De plaza en plaza (Cumbia sinfónica) \| – \| \| 21. Oktober 2016 – 27. Oktober 2016 1 Woche \| 1 \| Lady Gaga \| Joanne \| – \| \| 28. Oktober 2016 – 3. November 2016 1 Woche \| 1 \| Sonora Dinamita \| Juntos por la Sonora \| – \| \| 4. November 2016 – 10. November 2016 1 Woche (insgesamt 4) \| 4 \| Los Ángeles Azules \| De plaza en plaza (Cumbia sinfónica) \| – \| \| 11. November 2016 – 17. November 2016 1 Woche (insgesamt 4) \| 4 \| CD9 \| Evolution \| – \| \| 18. November 2016 – 9. Februar 2017 12 Wochen (insgesamt 14) \| 14 \| Metallica \| Hardwired…to Self-Destruct \| – \| |                                      |                                      |                                            | |
| ← 2015 |                                      |                                      |                                            | → 2017 → |
| Zeitraum | Wo. ges.                             | Interpret                            | Titel                                      | Zusätzliche Informationen |
| (Zeitraum, Wochen auf Platz eins, Interpret, Titel, zusätzliche Informationen) |                                      |                                      |                                            | |
| 18. Dezember 2015 – 28. Januar 2016 6 Wochen (insgesamt 7) | 7                                    | Juan Gabriel                         | Los dúo 2                                  | – |
| 29. Januar 2016 – 4. Februar 2016 1 Woche (insgesamt 6) | 6                                    | José María Napoleón                  | Vive                                       | – |
| 5. Februar 2016 – 11. Februar 2016 1 Woche | 1                                    | Carlos Rivera                        | Yo creo                                    | – |
| 12. Februar 2016 – 17. März 2016 5 Wochen (insgesamt 6) | 6                                    | José María Napoleón                  | Vive                                       | – |
| 18. März 2016 – 24. März 2016 1 Woche (insgesamt 4) | 4                                    | CD9                                  | Evolution                                  | – |
| 25. März 2016 – 31. März 2016 1 Woche | 1                                    | Zayn                                 | Mind of Mine                               | – |
| 1. April 2016 – 21. April 2016 3 Wochen (insgesamt 10) | 10                                   | La Sonora Santanera                  | La Sonora Santanera en su 60 aniversario   | – |
| 22. April 2016 – 28. April 2016 1 Woche (insgesamt 4) | 4                                    | CD9                                  | Evolution                                  | – |
| 29. April 2016 – 19. Mai 2016 3 Wochen (insgesamt 10) | 10                                   | La Sonora Santanera                  | La Sonora Santanera en su 60 aniversario   | – |
| 20. Mai 2016 – 26. Mai 2016 1 Woche | 1                                    | Ariana Grande                        | Dangerous Woman                            | – |
| 27. Mai 2016 – 9. Juni 2016 2 Wochen (insgesamt 10) | 10                                   | La Sonora Santanera                  | La Sonora Santanera en su 60 aniversario   | – |
| 10. Juni 2016 – 16. Juni 2016 1 Woche | 1                                    | Gloria Trevi                         | Inmortal                                   | – |
| 17. Juni 2016 – 23. Juni 2016 1 Woche (insgesamt 10) | 10                                   | La Sonora Santanera                  | La Sonora Santanera en su 60 aniversario   | – |
| 24. Juni 2016 – 30. Juni 2016 1 Woche (insgesamt 4) | 4                                    | Mario Bautista                       | Aquí estoy                                 | – |
| 1. Juli 2016 – 6. Juli 2016 1 Woche | 1                                    | J Balvin                             | Energía                                    | – |
| 8. Juli 2016 – 14. Juli 2016 1 Woche (insgesamt 4) | 4                                    | Mario Bautista                       | Aquí estoy                                 | – |
| 15. Juli 2016 – 21. Juli 2016 1 Woche (insgesamt 4) | 4                                    | CD9                                  | Evolution                                  | – |
| 22. Juli 2016 – 28. Juli 2016 1 Woche (insgesamt 10) | 10                                   | La Sonora Santanera                  | La Sonora Santanera en su 60 aniversario   | – |
| 29. Juli 2016 – 11. August 2016 2 Wochen (insgesamt 4) | 4                                    | Mario Bautista                       | Aquí estoy                                 | – |
| 12. August 2016 – 18. August 2016 1 Woche | 1                                    | Juan Gabriel                         | Vestido de etiqueta por Eduardo Magallanes | Dieses Doppelalbum war die letzte Veröffentlichung von Juan Gabriel, er starb 16 Tage nach der Veröffentlichung am 28. August. |
| 26. August 2016 – 8. September 2016 2 Wochen | 2                                    | Juan Gabriel                         | Vestido de etiqueta por Eduardo Magallanes | – |
| 9. September 2016 – 22. September 2016 2 Wochen | 2                                    | Vicente Fernández                    | Un Azteca en el Azteca                     | – |
| 30. September 2016 – 20. Oktober 2016 3 Wochen (insgesamt 4) | 4                                    | Los Ángeles Azules                   | De plaza en plaza (Cumbia sinfónica)       | – |
| 21. Oktober 2016 – 27. Oktober 2016 1 Woche | 1                                    | Lady Gaga                            | Joanne                                     | – |
| 28. Oktober 2016 – 3. November 2016 1 Woche | 1                                    | Sonora Dinamita                      | Juntos por la Sonora                       | – |
| 4. November 2016 – 10. November 2016 1 Woche (insgesamt 4) | 4                                    | Los Ángeles Azules                   | De plaza en plaza (Cumbia sinfónica)       | – |
| 11. November 2016 – 17. November 2016 1 Woche (insgesamt 4) | 4                                    | CD9                                  | Evolution                                  | – |
| 18. November 2016 – 9. Februar 2017 12 Wochen (insgesamt 14) | 14                                   | Metallica                            | Hardwired…to Self-Destruct                 | – |